# Robert McLachlan
Robert James McLachlan (Canberra, Territori de la Capital Australiana, 17 d'abril de 1971) és un ciclista australià, professional entre el 2005 i el 2007.
El 1992 va prendre part en els Jocs Olímpics de Barcelona, en què disputà la contrarellotge per equips.
En el seu palmarès destaca la victòria en dues edicions de l'UCI Oceania Tour, el 2005 i el 2007.

## Palmarès
- 2003
  - 1r al Tour of Baw Baw
  - 1r al Tour of the Otway Ranges
  - 1r a Latrobe Carnival
  - Vencedor d'una etapa del Tour de Sunraysia
- 2004
  - 1r al Tour of Baw Baw
  - 1r a Latrobe Carnival
  - Vencedor de 3 etapes del Herald Sun Tour
  - Vencedor de 2 etapes del Canberra Tour
- 2005
  - 1r a l'UCI Oceania Tour
  - Vencedor de 2 etapes del Tour de Corea
  - 1r al Canberra Tour i vencedor d'una etapa
  - Vencedor de 4 etapes del Tour de Gippsland
  - Vencedor de 3 etapes del Tour de Tasmània
  - Vencedor de 2 etapes del Tour del riu Murray
- 2006
  - 1r a la Melbourne to Warrnambool Classic
  - 1r al Tour de l'illa Chong Ming i vencedor de 2 etapes
  - 1r al Canberra Tour i vencedor de 2 etapes
  - 1r al Tour del riu Murray i vencedor de 3 etapes
  - 1r a la Grafton-Inverell
  - 1r a la Melbourne-Warnambool
  - Vencedor de 4 etapes del Tour de Tasmània
  - Vencedor de 4 etapes del Tour de Taiwan
  - Vencedor de 2 etapes del Tour de Corea
  - Vencedor d'una etapa del Tour de Southland
- 2007
  - 1r a l'UCI Oceania Tour
  - Vencedor d'una etapa del Tour de Taiwan
  - Vencedor d'una etapa del Mersey Valley Tour
  -  Campió d'Oceania en ruta
  -  Medalla de bronze als Campionats d'Oceania de contrarellotge